# Серралунга-ди-Креа
Серралунга-ди-Креа (итал. Serralunga di Crea) — коммуна в Италии, располагается в регионе Пьемонт, в провинции Алессандрия.
Население составляет 617 человек (2008 г.), плотность населения составляет 70 чел./км². Занимает площадь 9 км². Почтовый индекс — 15020. Телефонный код — 0142.

В коммуне находится особо почитаемое католическое святилище Сакро-Монте-ди-Креа.
Покровителем коммуны почитается святой Себастьян, празднование 20 января.

## Демография
Динамика населения:

## Администрация коммуны
- Официальный сайт: